# شفیق ویرانی
 شفیق نزارعلی ویرانی  Shafique Nizarali Virani استاد برجسته مطالعات اسلامی در دانشگاه تورنتو، مدیر و بنیان‌گذار مرکز تمدنهای جنوب آسیا و رئیس سابق گروه مطالعات تاریخی است. وی پیش از این در دانشکده دانشگاه هاروارد در گروه سنسکریت و مطالعات هند و رئیس علوم انسانی جهانی در دانشگاه زاید در امارات متحده عربی بود. وی پس از کسب درجه ممتاز مشترک در مطالعات دینی و مطالعات خاورمیانه و کارشناسی ارشد در مطالعات اسلامی در دانشگاه مک گیل در مونترال، دوره کارشناسی ارشد و دکترای خود را در دانشگاه هاروارد در زبان‌ها و تمدن‌های خاور نزدیک به پایان رساند. او سخنرانی‌هایی در پنجاه کشور جهان داشته‌است. سازمان ملل با توصیف وی به عنوان «صاحب بصیرت»، او را به خاطر تقدیم تلاشهایش «در جهت گسترش مرزهای دانش و رفاه بشریت» باعث افتخار دانست.

## تحقیقات و مقالات
تحقیقات  ویرانی در تاریخ اسلامی ، فلسفه ، تصوف ، تشیع ، ادبیات بهکتی و اسلامی به زبان های عربی ، فارسی و زبان های آسیای جنوبی متمرکز شده است. وی مقالاتی را در مجلات انجمن شرقی آمریکایی ، مجله مطالعات ایرانشناسی ، ایران و قفقاز ، دائره المعارف دین، سالنامه مطالعات اردو، دائره المعارف اسلام و چندین مجله و کتاب علمی دیگر منتشر کرده است. وی همچنین در هیئت تحریریه مطالعات خاورمیانه و اسلام دانشگاه هاروارد فعالیت داشته است. وی کتابی از طریق انتشارات دانشگاه آکسفورد با عنوان اسماعیلیان در قرون وسطی: تاریخ بقا، جستجوی رهایی منتشر کرده است.  اعتقاد بر این است که این اولین کتاب مهم دانشگاهی مطبوع است که پیش پرده تبلیغاتی خود را دارد و به عنوان اولین تریلر کتاب دانشگاهی آکسفورد شناخته شده است.  با توجه به بررسی MESA از مطالعات خاورمیانه "در مدت زمان کوتاهی [از انتشار] ، تریلر و وب سایت همراه آن دهها هزار بازدید از بیش از یکصد کشور در سراسر جهان و تقریباً از هر ایالت آمریکا و استان کانادا دریافت کرده است."  نوشته های  ویرانی به آلبانیایی ، عربی ، فارسی ، روسی ، صربستانی-کرواتی-بوسنیایی و اردو ترجمه شده است.
فعالیت های تحقیقاتی  ویرانی جوایزی از یونسکو ، سازمان کنفرانس اسلامی ، انجمن مطالعات خاورمیانه ، بنیاد مطالعات ایران ، دانشگاه هاروارد ، جایزه بین المللی فارابی و جایزه انجمن دوستی انگلیس – کویت را دریافت کرده است. او همچنین جایزه کتاب بین المللی سال از طرف دولت ایران را دریافت کرده است که به خاطر آن به عنوان میهمان افتخاری به تهران دعوت شد. وی به عنوان مشاور چندین سازمان فرهنگی از جمله سیرک دو سولیل ، منابع فرهنگی لرد و مرکز علوم انتاریو فعالیت کرده است.

## تدریس
آکادمی دینی آمریکا،  ویرانی را دریافت کننده بالاترین افتخار آموزشی خود، یعنی جایزه عالی تعلیم و تربیت AAR ، اعلام کرد. 

## فعالیت های خارج از دانشگاه
در اوقات فراغت ،  ویرانی کارهای داوطلبانه ای را انجام می دهد. [نیاز به منبع] وی بنیان‌گذار اردوگاه تابستانی عربی برای جوانان سوری در کوه‌های الخوابی است و همچنین صاحب کرسی هیئت مدیره برنامه کودکی مدرسا در شرق آفریقاست ، که بیش از 200 مدرسه را اداره می کند و به جوامع محروم در کنیا ، اوگاندا ، تانزانیا و زنگبار کمک می کند. او از داستان پردازی لذت می برد و در یک کمدی گجراتی با عنوان સુઈ ગયો હશે (سوئی گایو هاشه یا او باید خوابش برده باشد) نویسندگی و بازی کرد که در ونکوور ، ادمونتون و سالن جوبیل در کلگری اجرا شد. 